# Ceratocanthus suturalis
Ceratocanthus suturalis är en skalbaggsart som beskrevs av Lansberge 1887. Ceratocanthus suturalis ingår i släktet Ceratocanthus och familjen Hybosoridae. Inga underarter finns listade i Catalogue of Life.